# La prima pietra
La prima pietra è un film del 2018 diretto da Rolando Ravello.

## Trama
Nella scuola elementare Mamiani di Roma un bambino, di punto in bianco, scaglia una pietra contro una finestra. I vetri, andando in frantumi, vanno a colpire Marcello, il custode della scuola, e sua moglie, la bidella Loretta, che casualmente si trovavano a passare di lì, ferendoli e mandandoli al pronto soccorso per cure e accertamenti. Il colpevole salta fuori nella persona del piccolo Samir Hatab, un bimbo nato in Italia ma di origini arabe e di religione musulmana.
Durante l'ultimo giorno di scuola prima delle vacanze di Natale, il preside Ottaviani, già occupato con gli ultimi preparativi dell'imminente recita, convoca le parti lese, ovvero Marcello e Loretta, e la madre del bambino, la signora Hatab. Viene anche convocata la signorina Roversi, la maestra di Samir. Con la signora Hatab si presenta non convocata anche sua suocera, che è pur sempre la nonna del bambino e vuole capire il perché del gesto di Samir.
Inizialmente si pensa che il bimbo abbia tirato la pietra perché non contento del ruolo che il preside gli aveva assegnato nella recita di Natale: Samir avrebbe dovuto infatti interpretare il bue nel presepe vivente, mentre un altro bambino avrebbe fatto una parte più corposa. Ottaviani tenta di calmare gli animi e spiega che ha scelto Samir perché ha visto il suo impegno e quindi il bue, a suo avviso, è un gran personaggio e dev'essere interpretato da un alunno meritevole. La signora Hatab e la nuora però non sono d'accordo, e a nulla valgono i tentativi di Ottaviani di far cambiare loro idea.
Ottaviani tenta di rimediare invertendo le parti, ma i problemi invece di diminuire aumentano: i costumi richiedono urgenti interventi di sartoria perché strappati all'ultimo, Samir non si ricorda la parte, la signora Hatab e la nuora sono restie a pagare il risarcimento pattuito. 
Nel corso della riunione vengono svelate molte questioni: la maestra Roversi, vegana convinta e animista, si scopre non sopportare per niente i bambini nonostante ami la sua professione; il preside Ottaviani dice che la recita di Natale è solo una facciata per far vedere che è tollerante verso le altre religioni, di cui invece non gliene importa nulla; la signora Hatab si rivela essere proprietaria di una ditta di pulizie e quindi di essere un'imprenditrice; Marcello in realtà ha cambiato nome per non rivelare le sue origini ebree ma viene smascherato dalla signora Hatab.
Durante la recita di Natale, la signora Hatab con la nuora vanno a cercare Samir. Lo stesso fanno Marcello (che in realtà si chiama Isacco Mosè) e Loretta col figlio Samuele. I genitori degli altri bambini, in prevalenza persone musulmane e di altre religioni, chiedono cosa stia succedendo e i quattro vuotano il sacco, generando una rissa proprio nell'aula della recita.
Mentre la gente è intenta a scambiarsi colpi, nell'aula riecheggia la melodia di Tu scendi dalle stelle, che la maestra Roversi fa cantare ai bambini (tra cui Samir e Samuele). Sentendo quelle parole, i colpi cessano e la gente guarda i propri figli recitare. La maestra Roversi, finita la canzone, redarguisce i genitori dicendo loro che molti secoli di storia non hanno insegnato niente e che hanno perso quello che significava condividere e dare.
L'effetto sperato non è quello desiderato: la maestra viene raggiunta da una pietra, facendo sì che la rissa continui e che la recita di Natale non si svolga più.

## Promozione
Il primo trailer viene pubblicato il 6 novembre 2018, e il secondo il 28 novembre.

## Distribuzione
La pellicola è stata distribuita nelle sale cinematografiche il 6 dicembre 2018.